# 사이이드
사이이드(Sayyid, 아랍어: سيد [ˈsæjjəd], 페르시아어: [sejˈjed]. 뜻: '선생님', '주', '주인', 아랍어 복수형: سادة sādah, 여성형: سيدة sayyidah, 페르시아어: [sejˈjede])는 이슬람의 경칭으로, 이슬람의 예언자 무함마드의 손자 하산 이븐 알리와 후사인 이븐 알리, 즉 무함마드의 딸 파티마와 그의 사촌이자 사위인 알리 이븐 아비 탈리브의 후손으로 인식된다.:149
파티마 왕조가 아닌 알리의 후손인 알비스(Alvis)와 함께 이들은 알리드(Alids)의 일부이다.

## 같이 보기
- 사파비 제국